# Giuseppe Tellera
Giuseppe Tellera, italijanski general, * 1882, † 1941.